# Boddrake
Boddrake är en i trä skuren drake, som under 1700- och 1800-talet ofta var upphängd över disken på handelsbodarna.
Boddraken hade en praktisk funktion för upphängning av bindgarnsrullen och kunde även användas för upphängning av vågar och varor men fungerade även som en sorts maskot för affären. Bruket har förekommit i hela Norden. Troligen är bruket upptaget från apoteken, där det ofta hängde en uppstoppad krokodil i taket.